# شیدا قره‌چه‌داغی
شیدا قره‌چه‌داغی (زادهٔ ۱۳۲۰) موسیقیدان و آهنگساز اهل ایران است که سال‌ها است در کانادا زندگی می‌کند.

## زندگی
شیدا قره‌چه‌داغی در سال ۱۳۲۰ در تهران زاده شد و موسیقی را با فراگیری پیانو نزد دینا باغداساریان آغاز کرد. بعدها برای تحصیل موسیقی راهی اتریش شد و تحصیلات خود را در رشته پیانو و آهنگسازی در آکادمی موسیقی وین به‌پایان برد.

## فعالیت‌های حرفه‌ای
شیدا قره‌چه‌داغی پس از بازگشت به ایران در سال ۱۳۴۹ به عنوان استاد پیانو در هنرستان عالی موسیقی به کار پرداخت. حسین علیزاده یکی از شاگردان وی در این هنرستان بود. او همچنین با کانون پرورش فکری کودکان و نوجوانان نیز همکاری نزدیک داشت و مرکز آموزش موسیقی کانون را بنیاد نهاد.
شیدا قرچه‌داغی در این دوره یکی از فعال‌ترین آهنگسازان در زمینه موسیقی فیلم بود و برای حدود چهل کار، موسیقی متن نوشت. او کار در زمینه موسیقی فیلم را با فیلم کوتاه«آن که خیال کرد، آن که خیال بافت کار مرتضی ممیز آغاز کرد و بعد برای فیلم‌های داستانی  رگبار (۱۳۵۱) و  کلاغ (۱۳۵۶) از بهرام بیضائی، مجموعهٔ تلویزیونی غارتگران (۱۳۵۶) اثرِ محمد متوسلانی و فیلم شطرنج باد از محمدرضا اصلانی موسیقی نوشت. در عنوان‌بندی مجموعه تلویزیونی دائی جان ناپلئون نیز نام وی با عنوان انتخاب موسیقی متن نوشته شده‌است.
شیدا قره‌چه‌داغی همچنین پایه‌گذار بخش موسیقی در کانون پرورش فکری کودکان و نوجوانان در ایران است که خود پنج سال نیز مدیریت آن را به عهده داشت. او برای نخستین بار در ایران، شیوهٔ ارف را برای آموزش موسیقی به کودکان در کلاس‌های کانون بکار برد. همچنین در دورهٔ فعالیت در کانون در کنار آموزش، برای چندین داستان کودک موسیقی ساخت که توسط کانون پرورش فکری کودکان و نوجوانان به صورت صفحه منتشر شدند.
شیدا قره‌چه‌داغی پس از انقلاب ۱۳۵۷ در سال ۱۳۵۸ به همراه همسرش که از نوازندگان ارکستر سمفونیک تهران بود ایران را برای همیشه به مقصد آلمان ترک کرد. او در گفتگویی دلیل ترک ایران را چنین بیان کرده‌است: «تا حکومت اسلامی بر سر کار آمد و اعلام کرد که موسیقی ممنوع است، دیدم دیگر جای ماندن نیست و در سال ۱۹۷۹ ایران را ترک کردم. ابتدا به آلمان رفتم و تا زمانی که در سال ۱۹۸۶ به مونترآل کانادا آمدم در شهر فرایبورگ زندگی می‌کردم». و در جای دیگر از همین گفتگو افزوده‌است: «وقتی صدای زن ممنوع است یا سازها را در شبکه‌های تلویزیونی نشان نمی‌دهند موسیقی نمی‌تواند رشد کند. موسیقی حرام است و سیاست‌های رسمی دولت اسلامی (ایران) به همین دلیل از آن حمایت نمی‌کند مگر در مواردی که در خدمت اهداف خودش باشد».

## انتشار اپرای پریا پس از سه دهه
‌ٔقره‌چه‌داغی در سال ۱۹۸۹ (۱۳۶۸ خورشیدی) روی ترجمه انگلیسی منظومه پریا از احمد شاملو یک اپرا-باله ساخت. این اثر در همان سال در تورنتو روی صحنه رفت. نسخه شنیداری اجرای زنده سال ۱۹۸۹ این اپرا در ژوئیه ۲۰۲۰ در اروپا با پشتیبانی بنیاد پژوهش‌های زنان ایران همزمان با بیستمین سالگرد درگذشت احمد شاملو منتشر شد. گفته شده، آهنگساز کوشیده همین نسخه شنیداری اپرا را در ایران نیز منتشر کند که به خاطر وجود تک‌خوان زن، اجازه انتشار نگرفته بود.. مجله اُپرا چاپ بریتانیا در نقدی اپرای پریا را اثری در سبک پیشامدرن ارزیابی کرد که پیوند بسیار اندکی با موسیقی سنتی ایرانی دارد.
شیدا قره‌چه‌داغی اپرای دیگری به نام سرنوشت یا اتفاق نیز نوشته که تاکنون اجرای صحنه‌ای نداشته‌است. اثر دیگر شیدا قره‌چه‌داغی در خارج از ایران، آلبوم موسیقی دیالوگ برای پیانو و چند ساز دیگر است. وی خود نوازندهٔ پیانو در این آلبوم بوده و این آلبوم چندین اجرای صحنه‌ای از جمله در مونترآل داشته‌است.

## بزرگداشت
در اسفند ۱۳۹۱ در جشن زنان موسیقی که توسط گردانندگان وبگاه زنان موسیقی در خانهٔ هنرمندان ایران برگزار شد، لوح سپاس و تندیس قمرالملوک وزیری به شیدا قرچه‌داغی اهدا شد. نادر مشایخی به نیابت از وی این جایزه را دریافت کرد.

## آثار

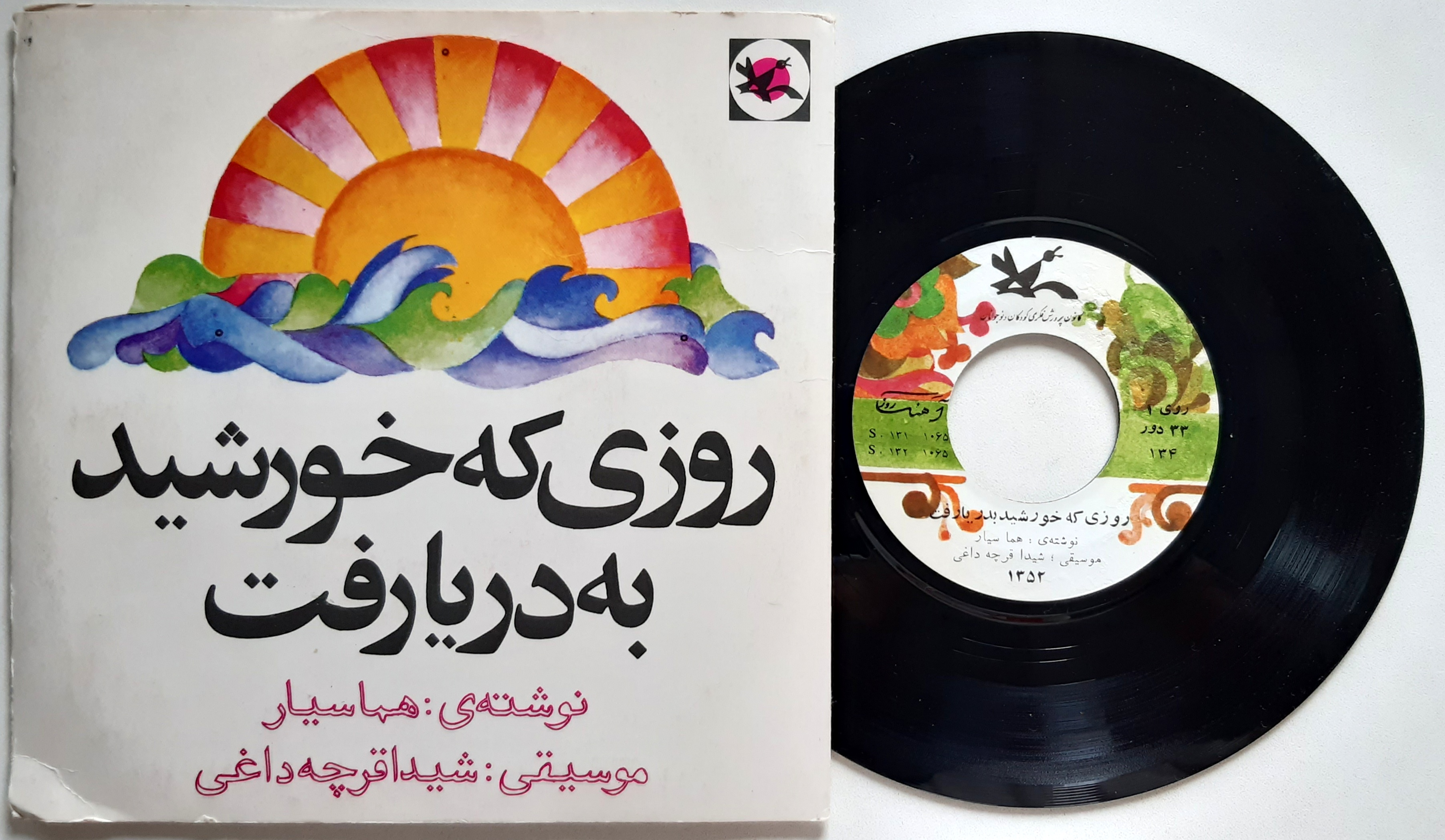
داستان «روزی که خورشید به دریا رفت» نوشته هما سیار، با موسیقی شیدا قره‌چه‌داغی، از انتشارات کانون در ۱۳۵۳.

از جمله آثار شیدا قرچه‌داغی، به موارد زیر می‌توان اشاره نم. د:
- چهارگاه (برای کلارینت و پیانو)
- به یاد فروغ فرخزاد (برای پیانو)
- باله-اپرای پریا (روی ترجمه انگلیسی سروده‌های احمد شاملو)
- آلبوم موسیقی دیالوگ[۹]
- آلبوم موسیقی شعرهای باباطاهر (برای آواز و ارکستر) با خوانندگی پری زنگنه، همراهی ارکستر کانون و دکلمهٔ امیر نوری، ۱۳۵۳[۶]

### موسیقی برای سریال و فیلم سینمایی
- قصه خیابان دراز به‌کارگردانی محسن تقوایی (۱۳۵۷)
- زلزله دوم به‌کارگردانی افشین شرکت (۱۳۵۶)
- شطرنج باد به‌کارگردانی محمدرضا اصلانی (۱۳۵۵)
- کلاغ به‌کارگردانی بهرام بیضایی (۱۳۵۶)
- غارتگران به‌کارگردانی محمد متوسلانی (۱۳۵۶)
- «پرچین» (فیلم کوتاه) به‌کارگردانی ارسلان ساسانی (۱۳۵۵)[۱۲]
- رگبار به‌کارگردانی بهرام بیضائی (۱۳۵۱)

### موسیقی برای انیمیشن
- دوباره نگاه کن به‌کارگردانی فرشید مثقالی (۱۳۵۳)[۱۳]
- چقدر می‌دونم؟ به‌کارگردانی نفیسه ریاحی (۱۳۵۱)[۱۴]
- من آنم که… به‌کارگردانی علی‌اکبر صادقی (۱۳۵۱)[۱۴]
- هفت شهر به کارگردانی علی‌اکبر صادقی (۱۳۵۰)[۱۵]
- آنکه خیال بافت، آنکه عمل کرد به‌کارگردانی مرتضی ممیز (۱۳۵۰)[۱۶]

### گزینش موسیقی
- دائی جان ناپلئون به کارگردانی ناصر تقوایی (۱۳۵۵)